# 봄은 다시 오려나
"봄은 다시 오려나"는 한국에서 제작된 이만흥 감독의 1958년 영화이다. 이택균 등이 주연으로 출연하였고 지해성 등이 제작에 참여하였다.

## 출연

### 주연
- 이택균
- 김혜정
- 황정순
- 정민

## 기타
- 조명: 이병준
- 녹음: 이경순
- 미술: 임명선